# Balamande, Bangarapet
Balamande là một làng thuộc tehsil Bangarapet, huyện Kolar, bang Karnataka, Ấn Độ.